# بانوی آراسته
بانوی آراسته نام نوعی پروانه است که در سراسر آمریکای شمالی زندگی می‌کند.
بانوی آراسته به راستهٔ پولک‌بالان، خانوادهٔ پروانه‌های فرچه‌پا (Nymphalidae) تعلق دارد.

## نگارخانه

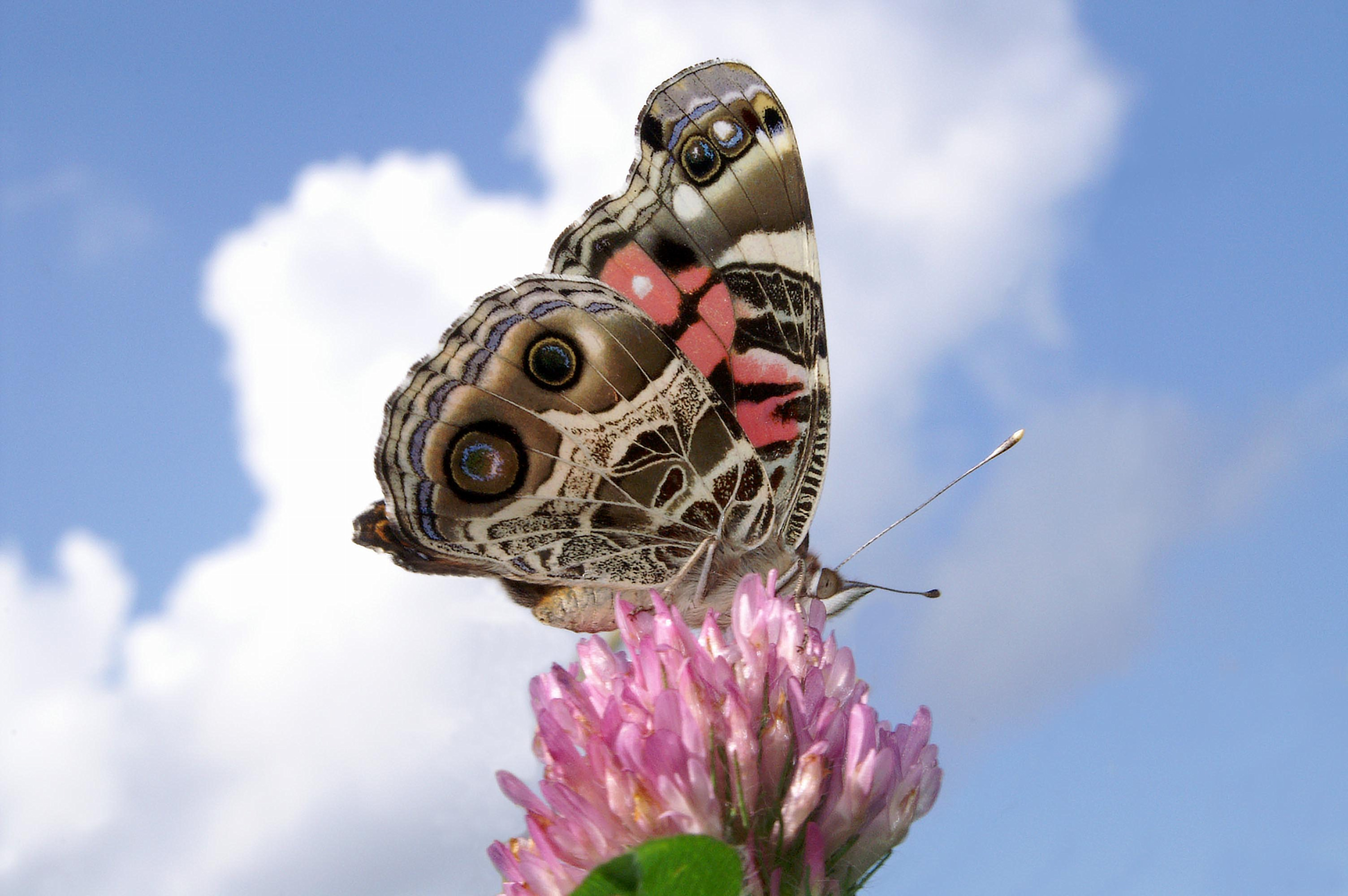
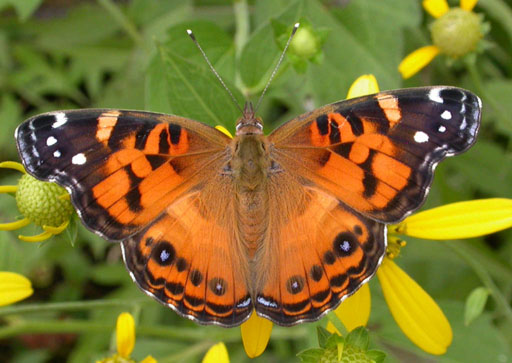
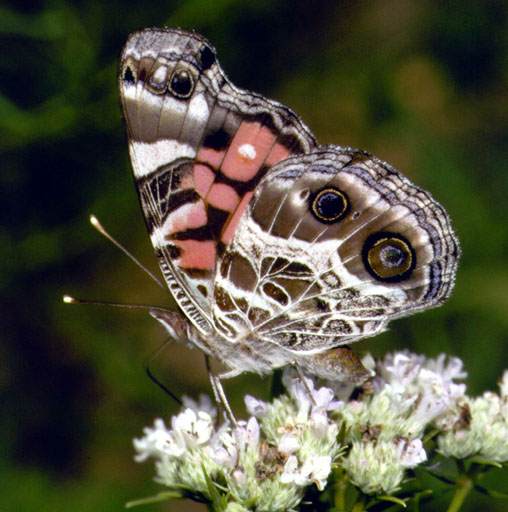
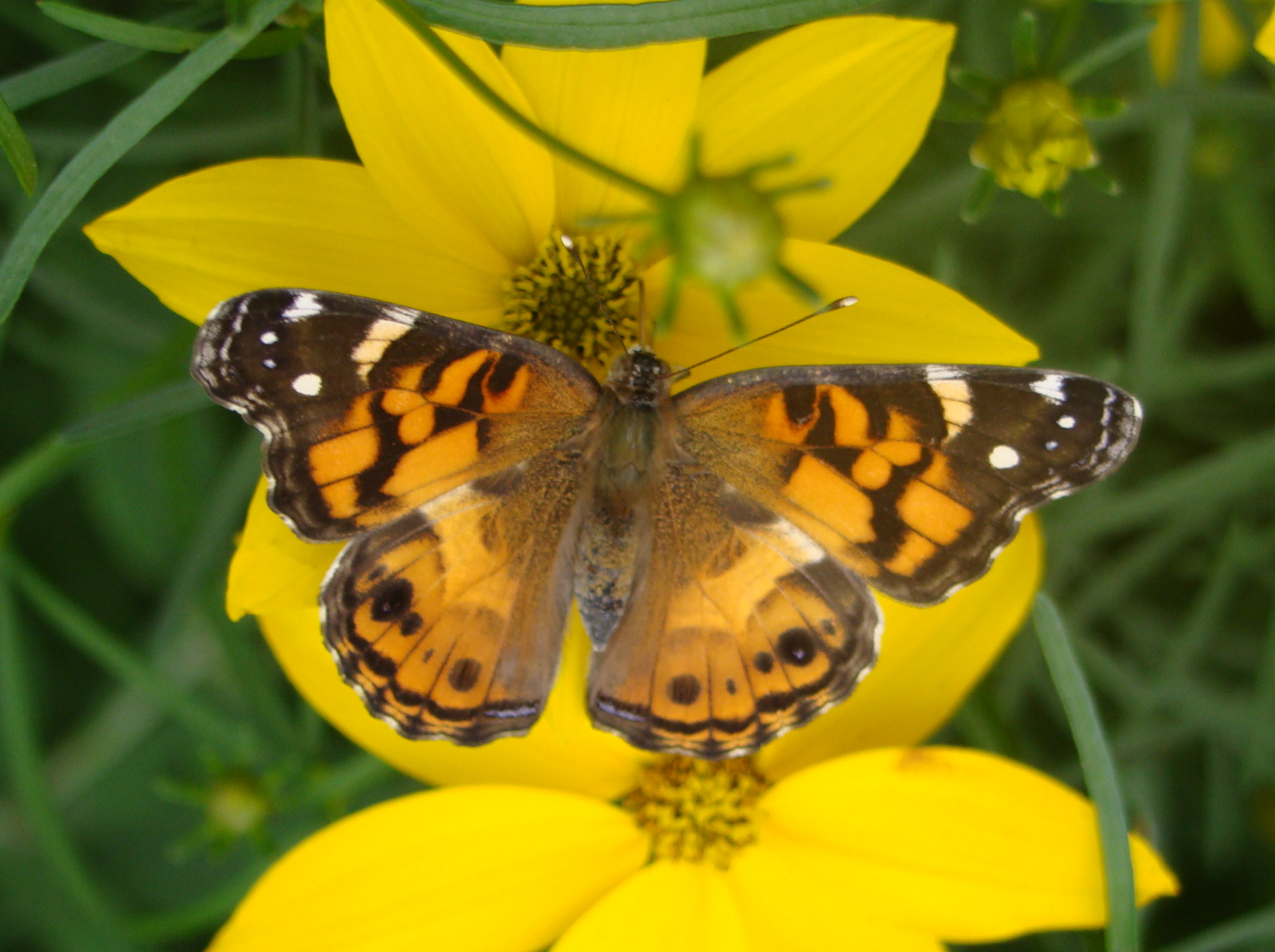